# Iglesia de Lyjny
La iglesia de Lyjny o iglesia de la Dormición de Lyjny (en georgiano: ლიხნის ღვთისმშობლის მიძინების ეკლესია; en abjasio: Анцәадзыхшаз Лылацәеиқәыԥсара ахьӡала Лыхны иҟоу ауахәама) un edificio religioso de la iglesia ortodoxa georgiana situada en Lyjny, en el distrito de Gudauta de la de facto independiente República de Abjasia, aunque su estatus de iure está dentro de la República Autónoma de Abjasia, parte de Georgia. Su origen data del siglo X y tiene frescos del siglo XIV influenciados por el arte bizantino contemporáneo (adornados con más de una docena de inscripciones georgianas y griegas).

## Arquitectura
La iglesia tiene un diseño abovedado en forma de cruz, construida con hileras rectas de piedra sillar refinada. La pequeña cúpula, con un tambor bajo y un techo inclinado, se basa en cuatro muelles que se colocan libremente. La parte occidental del edificio incluye una galería superior. Las fachadas son simples, con aberturas en las ventanas y marcadas con tres ábsides que sobresalen de la pared este. Hay vestigios de pintura mural de los siglos X-XI, pero el ciclo de frescos existente data del siglo XIV. Se caracterizan por pinturas de colores limpios, dinámicas y expresivas de figuras humanas un tanto alargadas.
Las antigüedades de Lyjny, también conocidas como Souk-Su, fueron estudiadas y publicadas por primera vez en 1848 por el erudito francés Marie-Félicité Brosset, que también copió varias inscripciones georgianas y griegas medievales de la iglesia de Lyjny. Cabe destacar la inscripción georgiana, en asomtavruli, que menciona la aparición del cometa Halley en 1066, durante el reinado de Bagrat IV de Georgia.
El templo contiene la tumba del último príncipe soberano de Abjasia, Safar-bey o Jorge II Shervashidze. 

En 2010, las autoridades abjasias de facto iniciaron esfuerzos de conservación. Las obras, según especialistas georgianos, conllevan el riesgo de una infracción de autenticidad. La iglesia de Lyjny está inscrita en la lista de Monumentos de importancia nacional de Georgia.

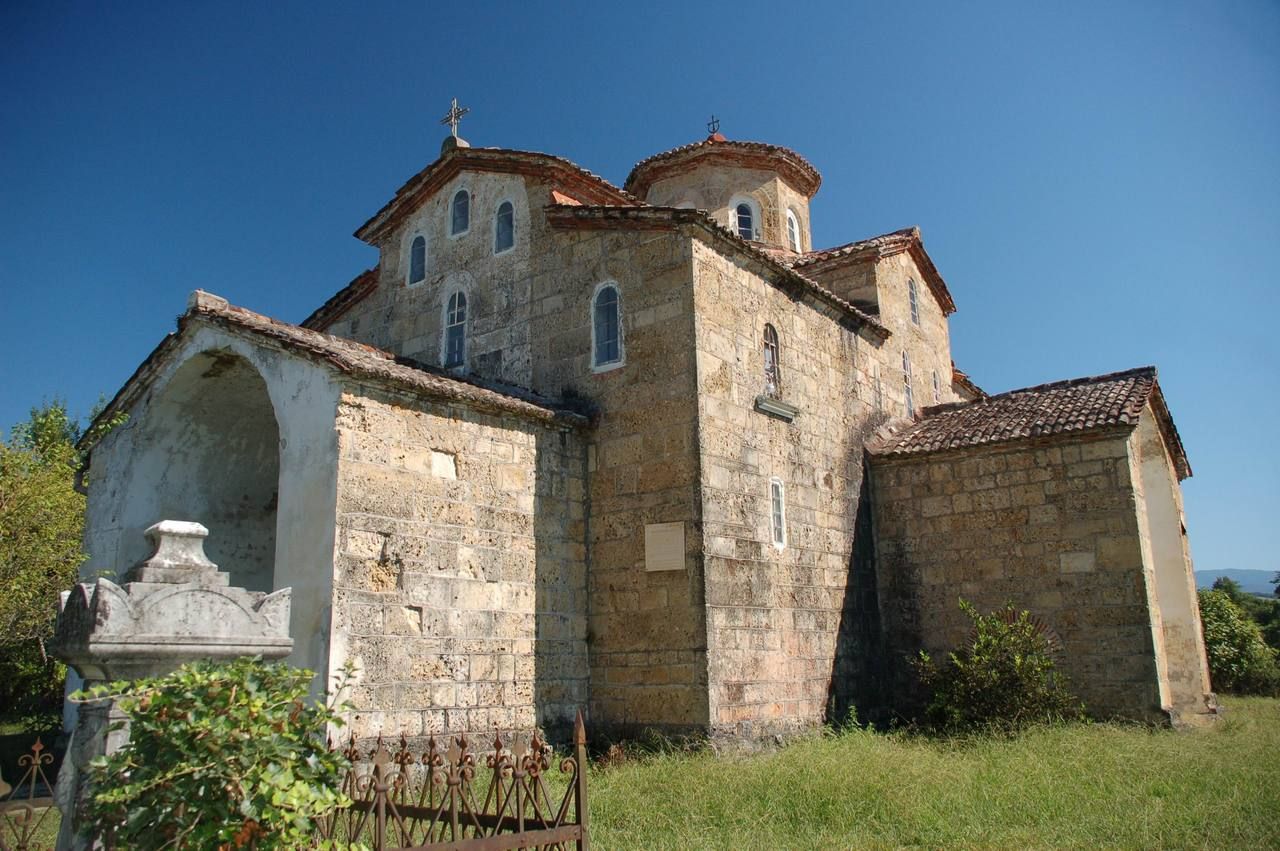
Exterior de la iglesia
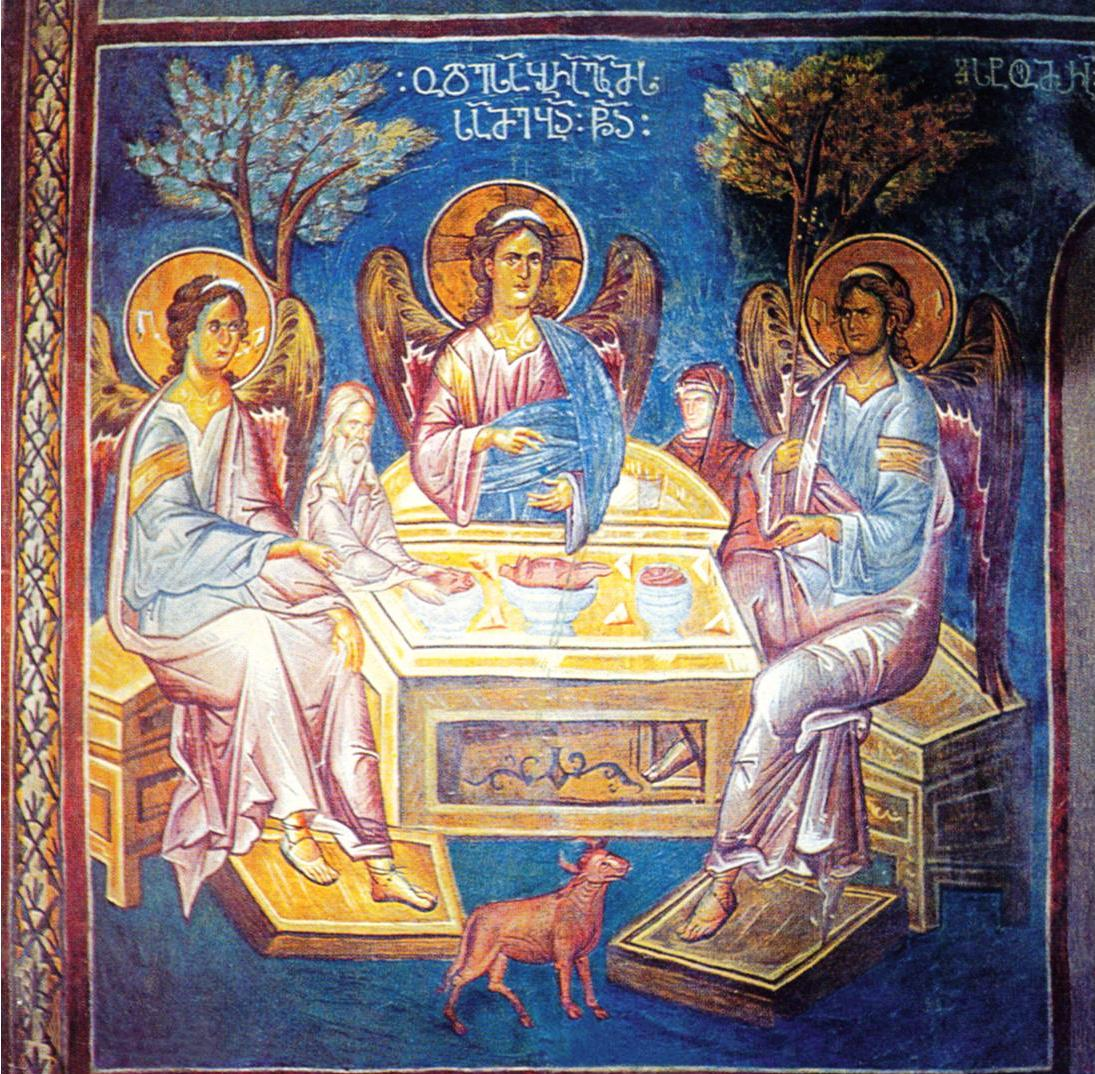
Fresco del siglo XIV que representa a Abraham y la Santísima Trinidad con una inscripción georgiana.
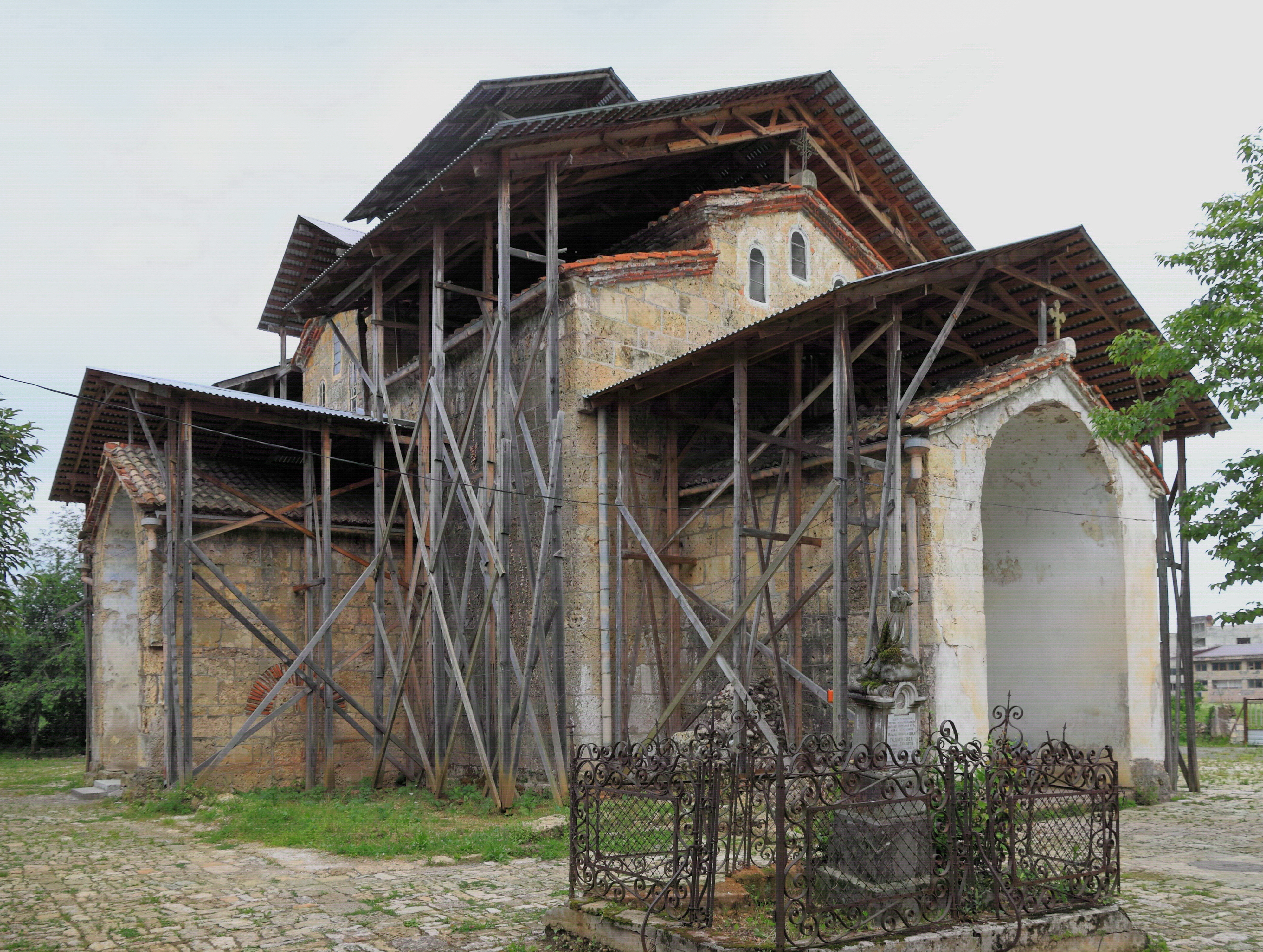
Estado del templo en 2014